# 神奈川県幼稚園の廃園一覧
神奈川県幼稚園の廃園一覧（かながわけんようちえんのはいえんいちらん）は、神奈川県内の廃園となった幼稚園の一覧。対象となるのは、学制改革（1947年）以降に廃園となった幼稚園、及び分園である。園名は廃園当時のもの。廃園時に幼稚園（分園）が所在していた自治体がその後、合併により消滅している場合は、現行の自治体に含む。その他、現在休園中の県内の幼稚園や分園も参考として本項に記載する。
（）内は、廃園になった年（もしくは、休園の措置が取られた年）、統合先の幼稚園など。明確な月日が記載されていないものは、3月31日付の廃園とする。

## 横浜市
- 戸塚グリーン幼稚園（2009年みどり幼稚園〈旧〉へ統合）[1]
- 野庭幼稚園（2012年幼保連携型認定こども園関東学院のびのびのば園へ移行）[2]
- 捜真幼稚園〈旧〉（2013年認定こども園捜真幼稚園〈新〉へ移行）[3]
- 港南幼稚園（2014年閉園）
- 山王台幼稚園〈旧〉（2015年認定こども園山王台幼稚園〈新〉へ移行）[4]
- 峯岡幼稚園〈旧〉（2015年認定こども園峯岡幼稚園〈新〉へ移行）[5]
- 室の木幼稚園（2015年プリスクール室の木と統合し認定こども園ムロノキッズ室の木幼稚園・プリスクール室の木へ）[6]
- 仲手原幼稚園（2016年閉園）[7]
- みどり幼稚園〈旧〉（2017年幼保連携型認定こども園みどり幼稚園〈新〉へ移行）[1]
- 野庭聖佳幼稚園〈旧〉（2017年幼稚園型認定こども園野庭聖佳幼稚園〈新〉へ移行）[8]
- なかよし幼稚園（2018年なかよしこども園へ移行）[9]
- あさひ台幼稚園〈旧〉〈2019年幼保連携型認定こども園あさひ台幼稚園〈新〉へ移行）[10]
- 上郷幼稚園（2021年閉園）[11]
- 宮の台幼稚園〈旧〉（2021年[12]認定こども園宮の台幼稚園〈新〉[13]へ移行）
- 森が丘幼稚園〈旧〉（2021年幼保連携型認定こども園森が丘幼稚園〈新〉へ移行）[14]
- 認定こども園二ツ橋あいりん幼稚園〈旧〉（2021年[15]幼保連携型認定こども園二ツ橋あいりん幼稚園〈新〉[16]へ移行）
- 横浜明星教会附属二本榎幼稚園（2022年閉園）[17]
- 上飯田幼稚園〈旧〉（2022年幼保連携型認定こども園上飯田幼稚園〈新〉へ移行）[18]
- 月影幼稚園（2023年閉園）[19]
- 横浜徳風幼稚園（2023年閉園）[20]
- 上の原幼稚園〈旧〉（2023年[21]認定こども園上の原幼稚園〈新〉[22]へ移行）
- 東樹院幼稚園（2025年）[23]
- 清来寺幼稚園（2025年）[23]
- 相沢幼稚園（2025年）[23]
- 育和幼稚園〈旧〉（2025年幼保連携型認定こども園育和幼稚園〈新〉へ移行）[23]
- 横浜三輪幼稚園〈旧〉（2025年幼保連携型認定こども園横浜三輪幼稚園〈新〉へ移行）[23]

## 川崎市
- 川崎市立桜本小学校附属幼稚園（1991年休園、2002年閉園）
- 川崎市立御幸小学校附属幼稚園（1995年休園[24]、2002年閉園）
- 川崎市立川崎小学校附属幼稚園（2001年休園[25]、2002年閉園）
- 川崎市立高津小学校附属幼稚園（2001年休園、2002年閉園）
- 川崎市立渡田小学校附属幼稚園（2001年休園、2002年閉園）
- 川崎市立平間小学校附属幼稚園（2001年休園、2002年閉園）
- 川崎市立川中島小学校附属幼稚園（2001年休園、2002年閉園）
- 川崎市立西丸子小学校附属幼稚園（2001年休園[26]、2002年閉園）
- 川崎市立古市場小学校附属幼稚園（2001年休園、2002年閉園）
- 川崎市立白幡台小学校附属幼稚園（2003年閉園）[27]
- 川崎市立菅生小学校附属幼稚園（2003年閉園）[28]
- 川崎市立南野川小学校附属幼稚園（2003年閉園）[29]
- 川崎市立住吉幼稚園（2003年閉園）
- 川崎市立南百合丘小学校附属幼稚園（2003年閉園）[30]
- 川崎市立梶ヶ谷小学校附属幼稚園（2003年閉園）[31]
- 川崎市立河原町小学校附属幼稚園（2003年閉園）
- 川崎市立向小学校附属幼稚園（2003年閉園）
- 川崎市立鷺沼小学校附属幼稚園（2003年閉園）
- 川崎市立新城幼稚園（2010年閉園）[32]
- 川崎市立生田幼稚園（2010年閉園）[32]
- ゆりかご幼稚園〈旧〉（2016年認定こども園健爽学園ゆりかご幼稚園〈新〉へ移行）[33]
- 丸山幼稚園〈旧〉（2017年認定こども園丸山幼稚園〈新〉へ移行）[34]
- 第一宮前幼稚園（2018年幼保連携型認定こども園宮前おひさまこども園へ移行）[35]
- 第二宮前幼稚園（2018年幼稚園型認定こども園宮前幼稚園へ移行）[35]
- 福音幼稚園〈旧〉（2018年幼稚園型認定こども園福音幼稚園〈新〉へ移行）[36]
- 東菅幼稚園〈旧〉（2019年認定子ども園東菅幼稚園〈新〉へ移行）[37]
- サレジオ学院幼稚園（2022年閉園）[38]

## 相模原市
- 相模林間幼稚園〈旧〉（2013年幼稚園型認定こども園相模林間幼稚園となり、2016年幼保連携型認定こども園相模林間幼稚園〈新〉へ移行）[39]
- 相模原市立相模湖幼稚園（2015年相模原市立与瀬保育園と統合し相模原市立相模湖こども園へ）[40]
- 大島幼稚園〈旧〉（2015年幼保連携型認定こども園大島幼稚園〈新〉へ移行）[41]
- 大沢幼稚園〈旧〉（2015年認定こども園杜の光大沢幼稚園となり、2022年幼保連携型認定こども園大沢幼稚園〈新〉へ移行）[42]
- 内郷幼稚園（2018年閉園）[43]
- 鳩川幼稚園（2022年閉園）[44]
- 相模原市立城山幼稚園（2023年閉園）[45]
- 相模原市立ふじの幼稚園（2023年日連保育園と統合しふじのこども園へ）[45]
- 認定こども園橋本幼稚園〈旧〉（2023年幼保連携型認定こども園橋本幼稚園〈新〉へ移行）[42]
- 大沢第二幼稚園〈旧〉（2023年幼保連携型認定こども園大沢第二幼稚園〈新〉へ移行）[42]
- 太陽の子幼稚園〈旧〉（2023年幼保連携型認定こども園太陽の子幼稚園〈新〉へ移行）[42]

## 横須賀市
- 聖佳幼稚園〈旧〉（2016年幼稚園型認定こども園聖佳幼稚園となり、2017年幼保連携型認定こども園聖佳幼稚園〈新〉へ移行）[8]
- うわまち幼稚園〈旧〉（2016年幼保連携型認定こども園うわまち幼稚園〈新〉へ移行）[46]
- 大津幼稚園〈旧〉（2016年認定こども園大津幼稚園〈新〉へ移行）[47]
- ぎんのすず幼稚園（2019年ぎんのすずこども園へ移行）[48]
- 岩戸幼稚園（2021年岩戸こども園へ移行）[49]
- 横須賀市立諏訪幼稚園（2022年閉園）[50]
- ぎんなん幼稚園〈旧〉（2022年[51]幼保連携型認定こども園ぎんなん幼稚園〈新〉[52]へ移行）

## 平塚市
- 平塚市港幼稚園（2016年平塚市須賀保育園と統合し平塚市港こども園へ）[53]
- 大野幼稚園〈旧〉（2016年幼保連携型認定こども園大野幼稚園〈新〉へ移行）[54]
- 清水学園付属幼稚園〈旧〉（2017年幼稚園型認定こども園清水学園付属幼稚園〈新〉へ移行）[55]
- 平塚市立さくら幼稚園（2020年閉園）[56]
- 平塚市立金目幼稚園（2020年閉園）[57]
- 大神美里幼稚園〈旧〉（2021年幼稚園型認定こども園大神美里幼稚園〈新〉へ移行）[58]
- 花水幼稚園（2022年閉園）[59]

## 鎌倉市
- 材木座幼稚園（2021年閉園）[60]
- 聖ミカエル学院幼稚園（2023年閉園）[61]

## 藤沢市
- 第弐聖佳幼稚園（2015年閉園）[8]
- 子供の園幼稚園（2016年閉園）[62]
- 片瀬山幼稚園（2017年閉園）[62]

## 小田原市
- 国府津幼稚園（1949年国府津保育園へ移行）[63]
- 小田原市立前羽幼稚園（2022年休園）[64]

## 茅ヶ崎市
- 平和学園幼稚園〈旧〉（2017年幼稚園型認定こども園平和学園幼稚園となり、2020年幼保連携型認定こども園平和学園幼稚園〈新〉へ移行）[65]
- 湘南やまゆり幼稚園〈旧〉（2018年幼稚園型認定こども園湘南やまゆり幼稚園〈新〉へ移行）[66]
- 湘南やまゆり第二幼稚園〈旧〉（2018年幼稚園型認定こども園湘南やまゆり第二幼稚園〈新〉へ移行）[67]
- 湘南マドカ幼稚園〈旧〉（2018年幼稚園型認定こども園湘南マドカ幼稚園〈新〉へ移行）[68]
- 聖鳩幼稚園〈旧〉（2018年幼稚園型認定こども園聖鳩幼稚園〈新〉へ移行）[69]

## 逗子市
- 逗子幼稚園〈旧〉（2018年幼稚園型認定こども園逗子幼稚園〈新〉へ移行）[70]

## 秦野市
- 秦野市立大根幼稚園（2022年ひろはたこども園へ統合）[71]

## 厚木市
- 厚木田園幼稚園〈旧〉（2013年幼稚園型認定こども園厚木田園幼稚園〈新〉へ移行）[72]
- 厚木幼稚園〈旧〉（2018年幼稚園型認定こども園厚木幼稚園〈新〉へ移行）[73]

## 大和市
- 大和中央幼稚園（2009年中央林間幼稚園〈初代〉開設のため閉園）[39]
- 高座みどり幼稚園〈旧〉（2015年幼保連携型認定こども園高座みどり幼稚園〈新〉へ移行）[74]
- 中央林間幼稚園〈初代〉（2017年幼稚園型認定こども園中央林間幼稚園〈2代目〉へ移行）[39]

## 伊勢原市
- 伊勢原白百合幼稚園〈旧〉（2015年認定こども園伊勢原白百合幼稚園〈新〉へ移行）[75]
- 伊勢原ひかり幼稚園〈旧〉（2020年幼保連携型認定こども園伊勢原ひかり幼稚園〈新〉へ移行）[76]

## 海老名市
- 日進幼稚園（2020年幼保連携型認定こども園にっしん幼稚園へ移行）[77]

## 高座郡

### 寒川町
- 寒川さくら幼稚園〈旧〉（2022年幼保連携型認定こども園寒川さくら幼稚園〈新〉へ移行）[78]

## 足柄上郡

### 松田町
- 松田町立第一幼稚園（2013年第二幼稚園と統合し松田町立松田幼稚園へ）[79]
- 松田町立第二幼稚園（2013年第一幼稚園と統合し松田幼稚園へ）[79]

### 山北町
- 山北町立三保幼稚園（2017年わかば保育園と統合しやまきたこども園やまっこ園舎へ）[80]

## 足柄下郡

### 湯河原町
- 湯河原幼稚園（2013年閉園）[81]

## 愛甲郡

### 愛川町
- 中津幼稚園（2022年[82]幼保連携型認定こども園なかつ幼稚園[83]へ移行）